# Sportsfreunde der Sperrtechnik

Logo des SSDeV

Der Sportsfreunde der Sperrtechnik – Deutschland e.V. (kurz: SSDeV) ist ein Verein, der sich mit der gewaltlosen und zerstörungsfreien Öffnung von Schlössern aller Art beschäftigt („Lockpicking“). Der Verein wurde 1997 in Hamburg gegründet, hatte 2008 knapp 1500 und 2022 „über 400 Mitglieder“ in der Bundesrepublik, die in 17 Sportgruppen (Stand 2022) unterteilt sind.

## Ziele und Aktivitäten
Zum Lockpicking setzen die Vereinsmitglieder unterschiedlichste Techniken und Werkzeuge ein, die alle gemein haben, dass das Schloss beim Öffnungsprozess unbeschädigt bleibt. Im Vordergrund der Aktivitäten steht das wettbewerbsorientierte Öffnen von Schlössern. So veranstaltet der SSDeV seit 1997 jährlich die Deutschen Meisterschaften im Schlossöffnen. Außerdem bietet der Verein auch Workshops an.
Der Verein legt großen Wert auf den selbstauferlegten Kodex, der klarstellt, dass die Tätigkeiten grundsätzlich nicht für kriminelle Zwecke missbraucht werden dürfen. Oberste Maxime ist, dass nur eigene Schlösser geöffnet werden dürfen oder solche, bei denen die explizite Erlaubnis des Eigentümers vorliegt.
Der Verein betont auch ausdrücklich, dass keine Anleitungen für Einbrüche gegeben werden. Zum einen hantieren die Mitglieder im Rahmen der sportlichen Betätigung nicht mit Türen, sondern nur mit einzelnen Schlössern beziehungsweise Schließzylindern (oft in Schraubstöcken eingespannt), und zum anderen machen sich Einbrecher gar nicht die Mühe, das zerstörungsfreie Öffnen von Schlössern zu erlernen (bei dem viel Erfahrung und Fingerfertigkeit benötigt wird), sondern wenden lieber Gewalt an.
Mit ihrem Fachwissen unterstützen die Vereinsmitglieder auch Polizeibehörden im forensischen Bereich, wobei aber auch hier keine Schulungen für Einbrüche gegeben werden. So stellte der Verein beispielsweise dem Landeskriminalamt Berlin Profilzylinder zur Verfügung, die von den Mitgliedern zerstörungsfrei überwunden wurden, damit daran kriminaltechnische Untersuchungen durchgeführt werden konnten. Zudem hilft der Verein bei der Aufdeckung von Schwachstellen in der Schließtechnik. So stellte ein Vereinsmitglied 2004 ein ernstes Sicherheitsproblem bei dem elektronischen Schloss "BlueChip" des Unternehmens Winkhaus fest. Dieses Schloss öffnet sich über einen Plastikschlüssel, der digital einen verschlüsselten Code an einen im Schloss eingebauten Empfänger sendet, wodurch sich das Schloss entsperrt. Der Lockpicker hatte herausgefunden, dass sich das Schloss mit einem ausreichend starkem Magneten (im konkreten Fall ein Neodym-Magnet mit 80 kg Zugkraft) auch ohne Schlüssel und Code entsperren lässt. Winkhaus stellte daraufhin die Produktion dieses Modells ein und verbaut seit 2005 nur noch BlueChip-Schlösser, die mit einem Magnet-Schutz vor dieser Art des Angriffs gesichert sind.
Ein ähnliches Exploit für ein elektronisches Schloss der Firma Uhlmann & Zacher wurde auf einem Vortrag im Rahmen der 11. Deutschen Meisterschaften im Schlossöffnen 2008 in Berlin beschrieben. Hier wurde eine Technik vorgestellt, bei der sich das Schloss mit Hilfe einer sich drehenden Magnetscheibe auch ohne den sonst nötigen Code öffnen ließ. Der Hersteller brachte daraufhin ein Firmware-Upgrade heraus, das diese Schwachstelle beseitigte.